# 集二铁路
集二铁路自内蒙古乌兰察布的集宁南站至中蒙边境的二连浩特，全长331公里，是联接乌兰巴托、莫斯科的国际联运干线。1953年5月开工，1955年建成，使北京到莫斯科的距离比经满洲里的运程缩短了1141公里。全线由呼和浩特铁路局管理。

## 历史
1953年5月，集二铁路开工建设。集二铁路南起京包铁路的集宁南站，经过白音察干、土木尔台、白银哈尔到朱日和段位丘陵地带。从朱日和向北进入草原，经赛汗塔拉、齐哈日格图至中蒙边境城市二连浩特的二连站止。集二铁路构成了北京-乌兰巴托-莫斯科国际联运干线的中国境内部分，比北京-哈尔滨-满洲里-莫斯科的国际联运干线距离缩短1141公里。铁路沿线人烟稀少，干旱缺水，降雪封冻期每年达到6个月以上。
根据中国、蒙古国、苏联三方协定，集二铁路采用1524毫米轨距建设。中国境内部分最初按照1435毫米标准轨距铺设，工程于1954年12月完成铺轨，交付临时运营。随即展开轨距拨宽改造施工。
1955年10月，集二铁路全线的轨距拨宽改造工程完工，轨距由1435毫米标准轨距改为1524毫米宽轨。同年12月，集二铁路全线正式交付运营。全线采用右向行车，是当时中国境内唯一一条右向行车的铁路线。
1956年1月，集二铁路与蒙古国境内铁路接轨，开始办理国际联运业务。
但在1960年代中蘇交惡，為防止蘇聯經鐵路越過國境進行「突擊」，1965年10月，中國將集二鐵路全線改為標準軌距，而換輪庫也隨之遷到二連。
随着中欧班列开行列数的迅猛增长，集二铁路运输能力已无法满足需求。2022年2月10日，贲红至二连段能力补强工程开工。工程起自集二铁路贲红站，终至二连浩特站，线路全长约294公里，设既有车站22座，本次改造增设兰家、兴旺、朝勒卜尔、乌叶图、钢林、都仁等6座会让站，改造白音察干、楚鲁图以及二连站等3座既有车站。7月11日，白音察干站、兰家站同时开通。8月11日，二连站扩能改造及二连站集中控制中心工程同步开通。11月至12月，楚鲁图站、钢林站、都仁站、乌叶图站先后开通。12月20日，集二铁路贲红至二连段能力补强工程全线开通。

## 与其它铁路的连接
- 乌兰察布（集宁区）：京包铁路、集通铁路、集张铁路
- 二连浩特：接蒙古的铁路。